# Centralni bantuski jezici
Centralni bantuski jezici velika je grana bantuskih jezika koji se govore po afričkim državama Demokratska Republika Kongo, Tanzanija, Kongo, Angola, Kenija, Mozambik, Komori, Burundi, Ruanda, Bocvana, Lesoto, Uganda, Zambija, Namibija, Malavi, Zimbabve, Južnoafrička Republika, Esvatini, Sudan. Prema starijoj klasifikaciji obuhvaćala je (337) jezika; danas (346)
a) D (32):
a1. Bembe (D.50) (2): bembe, buyu;
a2. Bira-Huku (D.30) (14): amba, bera, bhele, bila, bodo, budu, homa, kaiku, kango, komo, mbo, ndaka, nyali, vanuma;
a3. Enya (D.10) (4): enya, lengola, mbole,  mituku;
a4. Lega-Kalanga (D.20) (11): bali, beeke, hamba, holoholo, kanu, kwami, lega-mwenga, lega-shabunda, lika, songoora, zimba;
a5. Nyanga (D.40) (1): nyanga;
b) E (36):
b1. Chaga (E.30) (7): gweno, kahe, machame, mochi, rombo, rwa, vunjo;
b2. Kikuyu-Kamba (E.20) (8): dhaiso; embu; gikuyu; kamba;
a. Meru (4): chuka, meru, mwimbi-muthambi, tharaka;
b3. Kuria (E.10) (11): gusii, ikizu, ikoma, kabwa, kuria, ngurimi, sizaki, suba, temi, ware, zanaki;
b4. Nyika (E.40) (10): 
a. Malakote (1): malakote;
b. Mijikenda (5): chonyi, digo, duruma, giryama, segeju;
c. Pokomo (2): pokomo (2 jezika, gornji i donji);
d. Taita (2): sagalla, taita;
c) F (16):
c1. Nyilamba-Langi (F.30) (4): langi, mbugwe, nilamba, nyaturu;
c2. Sukuma-Nyamwezi (F.20) (6): bungu, kimbu, konongo, nyamwezi, sukuma, sumbwa;
c3. Tongwe (F.10) (6): bende, fipa, mambwe-lungu, pimbwe, rungwa, tongwe;
d) G (36):
d1. Bena-Kinga (G.60) (9): bena, hehe, kinga, kisi, magoma, manda, pangwa, sangu, wanji;
d2. Gogo (G.10) (2): gogo, kagulu;
d3. Pogoro (G.50) (2): ndamba, pogolo;
d4. Shambala (G.20) (4): asu, bondei, shambala, taveta;
d5. Swahili (G.40) (8): komorski (4 jezika: mwali komorski, ndzwani komorski, ngazidja komorski i komorski), makwe, mwani, swahili (2 jezika: kongoanski swahili i swahili);
d6. Zigula-Zaramo (G.30) (11): doe, kami, kutu, kwere, luguru, mushungulu, ngulu, sagala, vidunda, zaramo, zigula;
e) H (22):
e1. Hungana (H.40) (1): hungana;
e2. Kongo (H.10) (10): beembe, doondo, kaamba, kongo (2 jezika: kongo ili koongo, san salvadorski kongo), kunyi, laari, suundi, vili, yombe;
e3. Mbundu (H.20) (4): bolo, mbundu, nsongo, sama;
e4. Yaka (H.30) (7): lonzo, mbangala, ngongo, pelende, sonde, suku, yaka;
f) J (45):
f1. Haya-Jita (J.20) (9): haya, jita, kara, kerewe, kwaya, nyambo, subi, talinga-bwisi, zinza;
f2. Konzo (J.40) (2): konjo, nande;
f3. Masaba-Luyia (J.30) (16), prije (8):  masaba, nyole, lukabaras, lutachoni, olukhayo, olumarachi, lumarama, olushisa, olutsotso, oluwanga, saamia; makrojezik: luyia.
a. Luyia (5), donedavno (6): bukusu ili Lubukusu, idakho-isukha-tiriki ili luidakho-luisukha-lutirichi, logooli ili Lulogooli, nyala, nyore ili olunyole; istočni nyala
f4. Nyoro-Ganda (J.10) (12): chiga, ganda, gungu, gwere, hema, kenyi, nyankore, nyoro, ruli, singa, soga, tooro;
f5. Rwanda-Rundi (J.60) (6): ha, hangaza, rundi, rwanda, shubi, vinza;
f6. Shi-Havu (J.50) (8): fuliiru, havu, hunde, joba, kabwari, nyindu, shi, tembo;
g) K (27):
g1. Chokwe-Luchazi (K.20) (9): chokwe, luchazi, luimbi, luvale, mbunda, mbwela, nkangala, nyemba, nyengo;
g2. Diriku (K.70) (1): diriku;
g3. Holu (K.10) (4): holu, kwese, phende, samba;
g4. Kwangwa (K.40) (6): kwangali, luyana, mashi, mbowe, mbukushu, simaa;
g5. Mbala (K.60) (1): mbala;
g6. Salampasu-Ndembo (K.30) (3): lunda, ruund, salampasu;
g7. Subia (K.50) (3): fwe, subiya, totela;
h) L (14):
h1. Bwile (L.10) (1): bwile;
h2. Kaonde (L.40) (1): kaonde;
h3. Luba (L.30) (6): hemba, kanyok, luba-kasai, luba-katanga, lwalu, sanga;
h4. Nkoya (L.50) (1): nkoya;
h5. Songye (L.20) (5): bangubangu, binji, kete, luna, songe;
i) M (20):
i1. Bemba (M.40) (3): aushi, bemba, taabwa;
i2. Bisa-Lamba (M.50) (3):
a. Bisa (2): lala-bisa, seba;
b. Lamba (1): lamba;
i3. Lenje-Tonga (M.60) (6): 
a. Lenje (1): lenje;
b. Tonga (5): dombe, ila, sala, soli, tonga;
i4. Nyakyusa (M.30) (1): nyakyusa-ngonde;
i5. Nyika-Safwa (M.20) (6): malila, ndali, nyamwanga, nyiha, safwa, wanda;
i6. Nyika-Safwa (N.20) (1): lambya;
j) N (13):
j1. Manda (N.10) (3): matengo, ngoni, tonga;
j2. Manda (N.12) (1): mpoto;
j3. Nyanja (N.30) (1): nyanja;
j4. Senga-Sena (N.40) (7): 
a. Sena (6): barwe, kunda, nyungwe, phimbi, sena (2 jezika: malavijski sena i sena);
b. Senga (1): nsenga;
j5. Tumbuka (N.20) (1): tumbuka;
k) P (29):
k1. Makua (P.30) (16): chuwabu, kokola, koti, lolo, lomwe, maindo, makhuwa, makhuwa-marrevone, makhuwa-meetto, makhuwa-moniga, makhuwa-saka, makhuwa-shirima, manyawa, marenje, nathembo, takwane;
k2. Matumbi (P.10) (7): matumbi, mbunga, ndendeule, ndengereko, ngindo, nindi, rufiji;
k3. Yao (P.20) (6): machinga, makonde, mwera ili chimwera, mwera ili nyasa, ndonde hamba, yao;
l) R (12):
l1. Herero (R.30) (2): herero, zemba;
l2. Ndonga (R.20) (5): kwambi, kwanyama, mbalanhu, ndonga, ngandyera;
l3. južni Mbundu (R.10) (4): ndombe, nkhumbi, nyaneka, umbundu;
l4. Yeye (R.40) (1): yeyi;
m) S (26):
m1. Chopi (S.60) (2): chopi, tonga;
m2. Nguni (S.40) (4): ndebele, swati, xhosa, zulu;
m3. Shona (S.10) (8): dema, kalanga, manyika, nambya, ndau, shona, tawara, tewe;
m4. Sotho-Tswana (S.30) (8): 
a. Kgalagadi (1): kgalagadi;
b. lozi;
c. Sotho (4): 
c1. birwa,
c2. sjeverni/Northern (2):ndebele, sotho (sjeverni);
c3. Južni/Southern (1): sotho (južni),
d. Tswana (1): tswana;
e. tswapong;
m5. Tswa-Ronga (S.50) (3): ronga, tsonga, tswa;
m6. Venda (S.20) (1): venda;
n) neklasificirani (9): boguru, gbati-ri, isanzu, kari, mayeka, ngbee, ngbinda, nyanga-li, songo.

## Vanjske poveznice
- Ethnologue (14th)